# Johann Tobias Krebs
Pour les articles homonymes, voir Krebs.
Johann Tobias Krebs  est un compositeur et organiste allemand né le 7 juillet 1690 à Heichelheim, en duché de Saxe-Weimar, et mort le 11 février 1762 à Buttstädt, toujours en duché de Saxe-Weimar.

## Biographie
En 1710, il est nommé cantor et organiste à Buttelstedt, près de Weimar où il restera jusqu'à sa mort. De 1710 à 1714 il étudie et travaille avec Johann Gottfried Walther,, un cousin de Bach ; puis, de 1714 à 1717, avec Bach lui-même,. En 1721, il fut nommé organiste de la Michaeliskirche de Buttstädt. Il a copié beaucoup de morceaux de Bach et se retrouve être probablement l'auteur d’œuvres précédemment attribuées au cantor de Leipzig, notamment les Huit petits préludes et fugues BWV 553-560. Il eut trois fils, tous musiciens : Johann Ludwig (1713-1780), le plus connu, compositeur reconnu et prolifique ; Johann Tobias (comme son père) (1716-1782) et enfin Johann Carl (1724-1759).

## Sources
- (en) Biographie sur Bach-cantatas.com